# Клепалово
Клепалово — село в Каслинском районе Челябинской области России. Входит в состав Багарякского сельского поселения. 

## География
Находится на берегу озера Большой Куяш, примерно в 57 км к северо-востоку от районного центра, города Касли, на высоте 178 метров над уровнем моря.

## История
В 1962 г. в состав села была включена деревня Давыдова.

## Население
| 2002 | 2010 |
| ---- | ---- |
| 166  | ↘89  |

По данным Всероссийской переписи, в 2010 году численность населения села составляла 89 человек (37 мужчин и 52 женщины).

## Улицы
Уличная сеть села состоит из 3 улиц: Береговая, Дачная и Труда.